# Iron Galaxy Studios
Iron Galaxy Studios, LLC es una empresa estadounidense desarrolladora de videojuegos con sede en Chicago, Illinois, y estudios adicionales en Orlando, Florida, y Nashville, Tennessee. Fue fundada el 15 de agosto de 2008 y se especializa en ofrecer servicios de consultoría técnica, conversión de videojuegos a múltiples plataformas, desarrollo conjunto, desarrollo principal y soporte de videojuegos.
Iron Galaxy Studios es reconocido principalmente por su rol como desarrollador principal en Rumbleverse, Tony Hawk's Pro Skater 3 + 4 y las temporadas 2 y 3 de Killer Instinct, así como por su labor en la conversión de títulos para Microsoft Windows, dispositivos móviles y consolas.

## Videojuegos

### Videojuegos originales
| Año  | Título                                 | Plataforma(s)                                                                                                  | Ref.        |
| ---- | -------------------------------------- | --- | ----------- |
| 2012 | Wreckateer                             | Xbox 360 | [ 3 ] [ 4 ] |
| 2013 | Divekick                               | Microsoft Windows, PlayStation 3                                                                               | [ 4 ]       |
| 2014 | Divekick: Addition Edition             | PlayStation 4, Xbox One                                                                                        | [ 5 ]       |
| 2016 | Killer Instinct (2.ª y 3.ª temporadas) | Microsoft Windows, Xbox One                                                                                    | [ 6 ] [ 7 ] |
| 2018 | Extinction                             | Microsoft Windows, PlayStation 4, Xbox One                                                                     | [ 8 ]       |
| 2022 | Rumbleverse                            | Microsoft Windows, PlayStation 4, PlayStation 5, Xbox One, Xbox Series X/S                                     | [ 9 ]       |
| 2025 | Tony Hawk's Pro Skater 3 + 4           | Microsoft Windows, PlayStation 4, PlayStation 5, Xbox One, Xbox Series X/S, Nintendo Switch, Nintendo Switch 2 | [ 10 ]      |

### Videojuegos publicados
| Año  | Título        | Plataforma(s)                              | Ref.   |
| ---- | ------------- | ------------------------------------------ | ------ |
| 2015 | Capsule Force | Microsoft Windows, PlayStation 4           | [ 11 ] |
| 2016 | Videoball     | Microsoft Windows, PlayStation 4, Xbox One | [ 12 ] |

### Conversiones y soporte de videojuegos
| Año  | Título                                        | Plataforma(s)                                     | Ref.         |
| ---- | --------------------------------------------- | ------------------------------------------------- | ------------ |
| 2009 | Snood                                         | iOS                                               | [ 13 ]       |
| 2009 | Bionic Commando                               | Xbox 360                                          | [ 14 ]       |
| 2010 | Kinect Adventures!                            | Xbox 360                                          | [ 13 ]       |
| 2010 | Dark Void                                     | PlayStation 3, Xbox 360                           | [ 12 ]       |
| 2010 | Supreme Commander 2                           | Xbox 360                                          | [ 13 ]       |
| 2010 | The Lord of the Rings Online                  | Microsoft Windows                                 | [ 13 ]       |
| 2010 | BioShock 2                                    | PlayStation 3                                     | [ 14 ]       |
| 2010 | Tron: Evolution                               | PlayStation 3                                     | [ 13 ]       |
| 2010 | Sleeping Dogs                                 | PlayStation 3, Xbox 360                           | [ 15 ]       |
| 2011 | You Don't Know Jack                           | Microsoft Windows, PlayStation 3, Wii, Xbox 360   | [ 2 ]        |
| 2011 | BioShock 2: La Guarida de Minerva             | Microsoft Windows                                 |              |
| 2011 | Street Fighter III: 3rd Strike Online Edition | PlayStation 3, Xbox 360                           | [ 2 ]        |
| 2011 | Scribblenauts Remix                           | Android, iOS                                      | [ 16 ]       |
| 2011 | Ms. Splosion Man                              | Windows Phone                                     | [ 17 ]       |
| 2011 | El Señor de los Anillos: la guerra del norte  | PlayStation 3                                     |              |
| 2012 | Back to the Future: The Game                  | Wii                                               | [ 15 ]       |
| 2012 | Borderlands 2                                 | PlayStation Vita                                  | [ 18 ]       |
| 2012 | Marvel vs. Capcom Origins                     | PlayStation 3, Xbox 360                           | [ 19 ]       |
| 2013 | Darkstalkers Resurrection                     | PlayStation 3, Xbox 360                           | [ 20 ]       |
| 2013 | BioShock Infinite                             | PlayStation 3, Xbox 360                           | [ 21 ]       |
| 2013 | Dungeons & Dragons: Chronicles of Mystara     | Microsoft Windows, PlayStation 3, Wii U, Xbox 360 | [ 22 ]       |
| 2013 | Epic Citadel                                  | Android                                           |              |
| 2013 | Batman: Arkham Asylum                         | Microsoft Windows                                 | [ 1 ]        |
| 2013 | Batman: Arkham City                           | Microsoft Windows                                 |              |
| 2013 | Batman: Arkham Origins                        | Microsoft Windows, PlayStation 3, Xbox 360        | [ 23 ]       |
| 2013 | Enslaved: Odyssey to the West                 | Microsoft Windows, PlayStation 3                  | [ 13 ]       |
| 2013 | Crimson Dragon                                | Xbox One                                          | [ 13 ]       |
| 2014 | D4: Dark Dreams Don't Die                     | Xbox One                                          |              |
| 2014 | Destiny                                       | PlayStation 3                                     | [ 24 ]       |
| 2014 | The Elder Scrolls Online: Tamriel Unlimited   | Xbox One, PlayStation 4                           | [ 25 ]       |
| 2015 | Borderlands: The Handsome Collection          | Xbox One, PlayStation 4                           | [ 26 ]       |
| 2015 | Batman: Arkham Knight                         | Microsoft Windows                                 | [ 27 ]       |
| 2015 | Deadpool                                      | PlayStation 4, Xbox One                           | [ 28 ]       |
| 2015 | Destiny: The Taken King                       | Xbox 360                                          |              |
| 2016 | Lichdom: Battlemage                           | Xbox One                                          | [ 15 ]       |
| 2016 | 7 Days to Die                                 | Xbox One, PlayStation 4                           | [ 29 ]       |
| 2016 | Dreadnought                                   | Microsoft Windows, PlayStation 4                  | [ 30 ]       |
| 2016 | Alekhine's Gun                                | Xbox One                                          |              |
| 2016 | Dungeon Defenders II                          | Xbox One, PlayStation 4                           | [ 15 ]       |
| 2017 | Batman: Arkham Underworld                     | iOS, Android                                      |              |
| 2017 | The Elder Scrolls V: Skyrim                   | Nintendo Switch                                   | [ 31 ]       |
| 2017 | The Elder Scrolls V: Skyrim VR                | Microsoft Windows                                 |              |
| 2017 | Fallout 4 VR                                  | Microsoft Windows                                 | [ 15 ]       |
| 2018 | Conan Exiles                                  | Xbox One                                          | [ 32 ]       |
| 2018 | Fortnite                                      | PlayStation 4, Xbox One, iOS                      | [ 31 ]       |
| 2018 | Quake Champions                               | Microsoft Windows                                 |              |
| 2018 | Crash Bandicoot N. Sane Trilogy               | Microsoft Windows                                 | [ 1 ] [ 33 ] |
| 2018 | Diablo III                                    | Nintendo Switch                                   | [ 34 ]       |
| 2018 | Fallout 76                                    | Microsoft Windows, Xbox One, PlayStation 4        | [ 28 ]       |
| 2019 | Spyro Reignited Trilogy                       | Microsoft Windows                                 | [ 1 ] [ 14 ] |
| 2019 | Overwatch                                     | Nintendo Switch                                   | [ 34 ]       |
| 2019 | Dauntless                                     | Nintendo Switch                                   | [ 35 ]       |
| 2021 | Apex Legends                                  | Nintendo Switch                                   | [ 28 ]       |
| 2022 | Uncharted: Legacy of Thieves Collection       | Microsoft Windows                                 | [ 14 ]       |
| 2023 | Metroid Prime Remastered                      | Nintendo Switch                                   | [ 36 ]       |
| 2023 | The Last of Us Part I                         | Microsoft Windows                                 | [ 37 ]       |
| 2023 | Tony Hawk's Pro Skater 1 + 2                  | Microsoft Windows                                 | [ 38 ]       |
| 2025 | The Last of Us Part II Remastered             | Microsoft Windows                                 | [ 39 ]       |